# Kąty (Pasłęk)
Kąty (deutsch Kanthen (Dorf)) ist ein Ort in der polnischen Woiwodschaft Ermland-Masuren. Er gehört zur Gmina Pasłęk (Stadt-und-Land-Gemeinde Preußisch Holland) im Powiat Elbląski (Kreis Elbing).

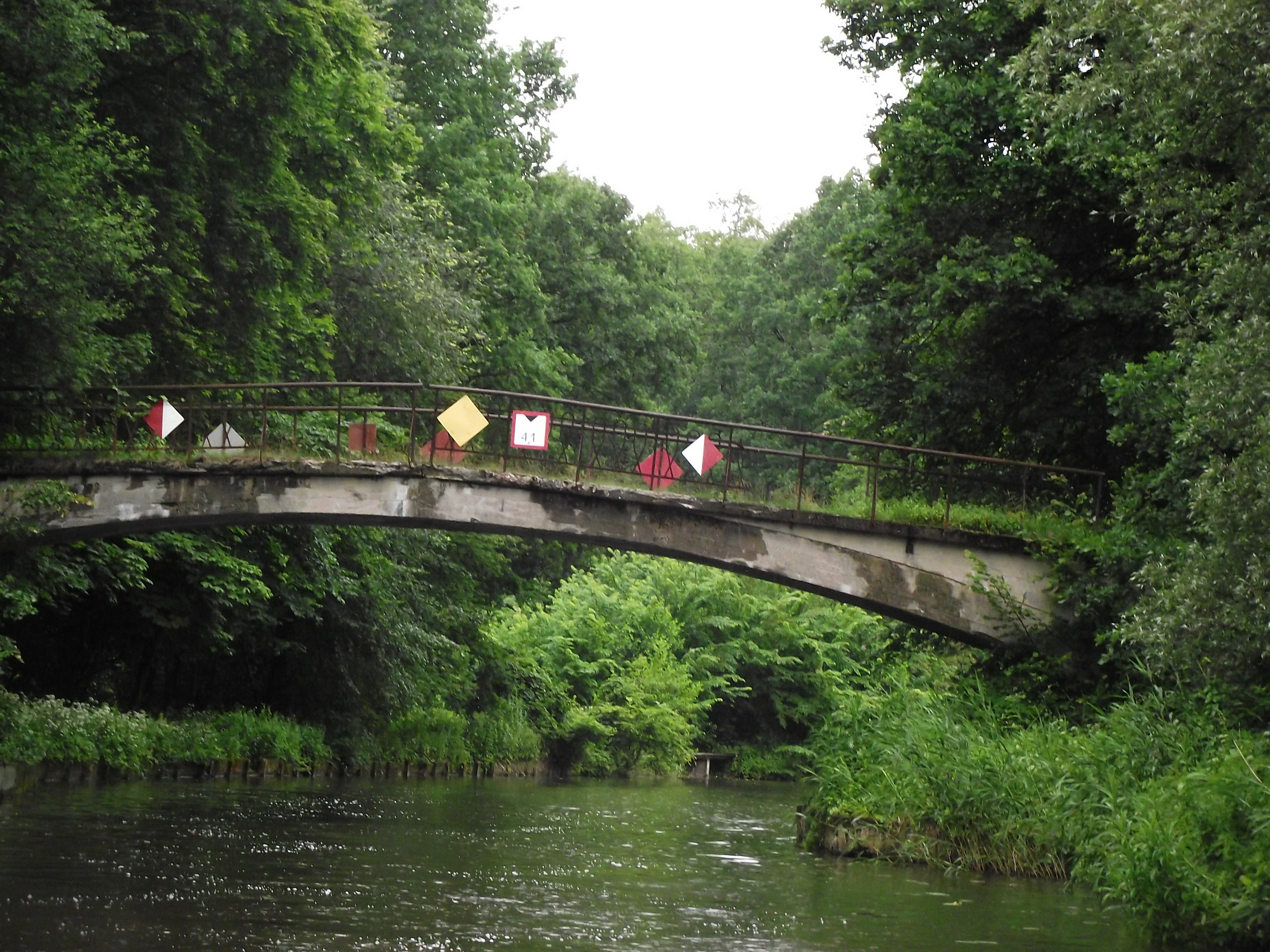
Der Oberländische Kanal (Kanał Elbląski) zwischen Kąty und Krasin

## Geographische Lage
Das Dorf Kąty liegt auf der Ostseite des Oberländischen Kanals (polnisch Kanał Elbląski) im nördlichen Westen der Woiwodschaft Ermland-Masuren, neun Kilometer südlich der früheren Kreisstadt Preußisch Holland (polnisch Pasłęk) bzw. 21 Kilometer südöstlich der heutigen Kreismetropole Elbląg (deutsch Elbing). Etwas mehr als 1 Kilometer nordwestlich des Dorfs liegt die Siedlung Kąty (Osada) (Geneigte Ebene Nr. 2 (Kanthen)) des Kanals.

## Geschichte
Ortsgeschichte

Das Dorf Canten, das sich erst nach 1820 Canthen und nach 1920 Kanthen schrieb, bestand bereits zur Zeit des Deutschen Ordens. Es handelte sich um ein Gut, an dessen Westseite sich ein großer Park mit einem See befand. Im Jahre 1785 wurde es als adliges Gut, Vorwerk und Dorf mit 14 Feuerstellen erwähnt, im Jahre 1820 als adliges Vorwerk mit neun Feuerstellen bei 128 Einwohnern.
Am 28. Mai 1874 wurde Canthen Amtsdorf und damit namensgebend für einen Amtsbezirk im ostpreußischen Kreis Preußisch Holland innerhalb des Regierungsbezirks Königsberg.
Das Gutsdorf Canthen zählte im Jahre 1910 112 Einwohner.
Am 30. September 1928 verlor der Gutsbezirk Kanthen seine Eigenständigkeit, als er sich mit den Gutsbezirken Juden (1936 bis 1945 Buchental, polnisch Czarna Góra), Kalthof (Rydzówka) und Talpitten (Talpity, Amtsbezirk Dargau) zur neuen Landgemeinde Kalthof zusammenschloss. Am 2. März 1930 wurde der Amtsbezirk Kanthen in „Amtsbezirk Kalthof“ umbenannt.
In Kriegsfolge fiel das gesamte südliche Ostpreußen im Jahre 1945 an Polen. Kanthen erhielt die polnische Namensform „Kąty“ und ist heute eine Ortschaft im Verbund der Stadt-und-Land-Gemeinde Pasłęk (Preußisch Holland) im Powiat Elbląski (Kreis Elbing), von 1975 bis 1998 der Woiwodschaft Elbląg, seither der Woiwodschaft Ermland-Masuren zugehörig. Die seit 1860 existierende Geneigte Ebene (Nr. 2) (Kanthen) wurde aus dem Dorf gelöst und in eine Siedlung mit der Bezeichnung Kąty (Osada) umgebildet.
Amtsbezirk Kanthen (1874–1930)

Zum Amtsbezirk Kanthen gehörten in der Zeit seines Bestehens die Dörfer:
| Deutscher Name                | Polnischer Name | Anmerkungen                                             |
| ----------------------------- | --------------- | ------------------------------------------------------- |
| Juden 1936 bis 1945 Buchental | Czarna Góra     | 1928 nach Kalthof eingemeindet                          |
| Kalthof                       | Rydzówka        |                                                         |
| Kanthen                       | Kąty            | 1928 nach Kalthof eingemeindet                          |
| Nahmgeist                     | Śliwica         | 1928 nach Wiese (Amtsbezirk Klein Marwitz) eingemeindet |
| Schönfeld                     | Krasin          | 1907 in den Amtsbezirk Hirschfeld umgegliedert          |

## Religion
Kanthen war bis 1945 in die evangelische Kirche Grünhagen (polnisch Zielonka Pasłęcka) in der Kirchenprovinz Ostpreußen der Kirche der Altpreußischen Union eingegliedert, außerdem in die römisch-katholische Pfarrei St. Josef in der Stadt Preußisch Holland (Pasłęk) eingegliedert.
Kąty gehört heute zur evangelischen St.-Georgs-Kirche Pasłęk in der Diözese Masuren der Evangelisch-Augsburgischen Kirche in Polen, sowie zur römisch-katholischen Pfarrei Zielonka Pasłęcka im Bistum Elbląg.

## Verkehr
Kąty liegt an der Woiwodschaftsstraße 526, die von Pasłęk bis nach Przezmark (Preußisch Mark) führt. Eine von der Anschlussstelle Pasłęk Południe der Schnellstraße S7 über Rydzówka (Kalthof) herführende Nebenstraße endet in Kąty.
Die nächste Bahnstation ist Nowa Wieś Cierpkie (Neuendorf-Friedheim). Sie liegt an der Polnischen Staatsbahn (PKP)-Bahnlinie Nr. 220: Olsztyn–Bogaczewo (–Elbląg).